# 徐勵
徐勵（1907年8月26日—1988年11月25日），字公惕，小名桂庭，浙江青田人。畢業於浙江十一中學暨二十六軍軍官團、浙江省警官學校正科第一期，後獲國民政府選派公費留學日本，首在明治大學高等專攻科，繼之日本內務省警察大學本科第二期，攻讀法律與警政，於1932年畢業返國。返國後曾任福州市警察局局長、中央警官學校教務處處長等職，並為首任台灣省警察訓練所所長（臺灣警察專科學校之前身）。著有《交通警察》、《戰時警察任務》、《警察行政與地方自治》、《憲法概要》、《中國警察建設論》等論著，為中華民國早期引入新式警察理論及實踐之奠基者之一。

## 生平

### 早年經歷
徐勵，民前五年（1907年）農曆7月18日生於浙江省青田縣。二十歲時，投效國民革命軍第二十六軍官團步科及騮重科，因體格魁梧，具領導才能，且反應力強，為長官所賞識，乃保送浙江省警官學校正科第一期研究警學，於1930年7月畢業，奉政府選派公費留學日本，首在明治大學高等專攻科，繼之日本內務省警察大學本科第二期，攻讀法律與警政，於1932年畢業返國。初派浙江省民政廳警務考察員，至各縣市視察警務現況，講評得失。經歷半載，旋調至浙江省警察學校大隊長兼教官。二年後再調任浙江省民政廳警務指導員兼總教練官，致力於基層幹部之訓練計劃，更使行政與教育相配合，以奠定警政基礎，未及三月，即調任浙江省平湖縣公安局局長兼第一分局長。

### 率部抗日
1938年5月14日日軍進攻廈門，軍政人員未經抵抗，紛紛撤退，徐勵時任廈門警局分局長，認為國恥難忍，率領所屬百餘人，憑籍劣質武器裝備及堅定之愛國信念，威武不屈，誓死抵抗，擊斃多人，後因彈盡無援，於日軍強大之火力下，奮勇突圍，當時福建各報均有顯著報導，視為愛國英雄。

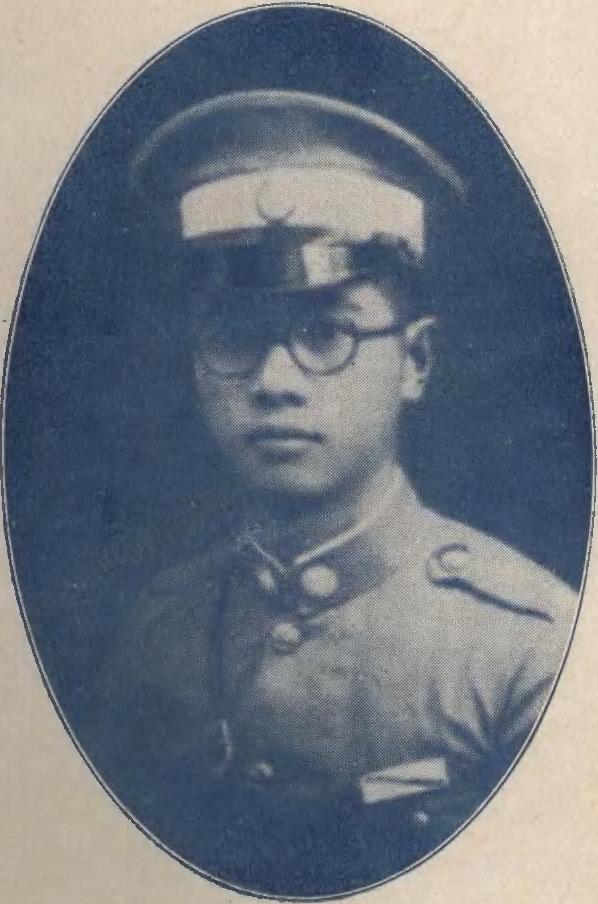
制服肖像

1935年冬，改任福建省廈門市政府警察分局長兼自治區長，於1937年7月奉命調訓廬山暑期訓練團第一期，適值日軍侵略，全國抗戰。1938年5月廈門淪陷，撤至福州，調任福建省警官訓練所中校教官，半載後出任福建省會警察局長，兼永安縣市政委員會委員，福建省會防護團副團長。1940年調福建省政府諮議兼全省視察委員。1942年就任中央警官學校上校政治教官。1943年4月調升簡任福州市警察局長（相當陸軍上校）。1944年1月奉最高當局令調訓中央警官學校警政高等研究班第一期及中央訓練團黨政班三十一期，結業後留任中央警官學校講師兼台幹班副主任。1944年8月1日於中央警官學校開辦的台灣警察幹部訓練班任副主任，同年11月9日任第二分校訓練處長兼初級警察幹部訓練班教導總隊總隊長。

### 接管臺灣警政
1945年1月奉派為台灣警察幹部教導總隊長，並任該分校訓練處長兼學生總隊長。於同年8月日本無條件投降，台灣復歸國民政府，乃於10月17日率先來台，向台灣省行政長官公署及警備總司令部前進指揮所洽談接管警政任。1945年10月25日為中央警官學校台幹班總隊長。
10月25日台灣光復後，就任台灣省警察訓練所（臺灣警察專科學校之前身）所長，該所內設警官、初幹、及特種警察個班期，訓練名額經常保持一千六百名，為台灣警察教育奠定初基，提高素質。
1946年9月就任中央警官學校教務處處長，1947年10月調任學生總隊長兼教授，且曾兼任國民政府考試院第八屆全國警察學術考試委員會委員。1949年台灣警察訓練所改稱為警察學校，5月應陳誠之邀就任該校簡任三級教育長，並兼中央警官學校台灣官訓練班副主任，整理警校學籍，開辦警員班、儲訓班、山地青年服務幹部班、外事班、司法班、交通班，消防班等訓練，名額經常保持千名以上。1951年10月奉令入革命實踐研究院第十三期受訓，1952年4月改調省政府諮議兼建警顧問，1954年11月省民防司令部成立，任第一組組長，後調顧問兼研究發展室主任並兼辦公室主任，至民防部並為警備總司令部，任研究督察委員會研究委員，至1972年2月屆齡退休。1988年11月25日病逝於台灣台北，享壽八十三歲。

## 論著
徐勵因早年留學日本，大量吸收西方新式警察理論，著有《英國警察制度之研究》、《交通警察》、《戰時警察任務》、《警察行政與地方自治》、《憲法概要》、《中國警察建設論》等。其中，《中國警察建設論》一書曾獲聯合國列為聯合國圖書館優良書籍。